# Chalcorana kampeni
Espèce
Synonymes
- Rana pantherina Van Kampen, 1910
- Rana kampeni Boulenger, 1920
- Hylarana kampeni (Boulenger, 1920)

Statut de conservation UICN

 LC  : Préoccupation mineure
Chalcorana kampeni est une espèce d'amphibiens de la famille des Ranidae.

## Répartition
Cette espèce est endémique de Sumatra en Indonésie,.

## Étymologie
Cette espèce est nommée en l'honneur de Pieter Nicolaas Van Kampen.

## Publications originales
- Boulenger, 1920 : A monograph of the South Asian, Papuan, Melanesian and Australian frogs of the genus Rana. Records of the Indian Museum, vol. 20, p. 1-226 (texte intégral).
- Van Kampen, 1910 : Eine neue Nectophryne-Art und andere Amphibien von Deli (Sumatra). Natuurkundig Tijdschrift voor Nederlandsch Indië, vol. 69, p. 18-24 (texte intégral).